# Погар
Пога́р — посёлок городского типа, административный центр Погарского района Брянской области России.
Население — 9484 чел. (2021).
Расположен на реке Судости, притоке Десны, в 7 км к от железнодорожной станции Погар и в 128 км к юго-западу от Брянска.
Является единственным населённым пунктом муниципального образования Погарское городское поселение.

## История
Погар — один из древнейших русских городов. По археологическим данным, первое славянское поселение на этом месте возникло в VIII—IX веках. В 1155 году населённый пункт впервые упоминается как городское поселение Радощ, позднее Радогощ. В конце 30-х годов XIII века разорён монголо-татарами.
Во 2-й половине XIV века город перешёл во владение к Литве. В 1500—1618 годах входил в состав Русского государства. Осенью 1534 г. в ходе русско-литовской войны киевский воевода Андрей Немирович сжёг Радогощ, но не смог взять Стародуб и Чернигов. После разорения Радогоща литовцами в 1563 году население разбежалось; на месте прежнего населения долго оставалось только городище. Вновь возникший, неизвестно когда, город носил уже имя «Погар» (то есть погорелый). В 1618 году перешёл к Речи Посполитой. С 1654 года, после присоединения Левобережной Украины к России, в составе Русского государства. До ликвидации Екатериной ІІ полкового устройства автономной гетманской Украины в 1783 году входил в состав Стародубского полка, где был центром Погарской сотни.
С середины XVII века получил название «Погар» и Магдебургское право. Город был известен своими ярмарками. С 1781 года — уездный город Новгород-Северского наместничества, после расформирования которого в 1796 году оставлен за штатом, с 1797 по 1891 годы — заштатный город Малороссийской губернии.  С 1802 по 1919 год входил в состав Стародубского уезда Черниговской губернии (в 1919 — 1926 годах Гомельской, в 1926 — 1929 годах Брянской), где являлся волостным центром.  В 1929 году в рамках административной реформы был создан Погарский район.
В 1910 году в город из Почепа была переведена сигарная фабрика купца Шепфера. в 1913—1915 годах возникло ещё одно табачное предприятие — сигарная фабрика А. Г. Рутенберга.
В 1918 году, в период австро-немецкой оккупации Стародуба, Погару были временно даны полномочия уездного центра.
25 мая 1919 года Погар был переведён в разряд поселений сельского типа, с 10 июля 1938 года — посёлок городского типа.

### Гербы Погара
4 июня 1782 года, вскоре вслед за получением статуса уездного города, был утверждён герб Погара:
В голубом поле золотой крест, а под ним продолговатый камень, имеющий четыре угла
Этот же вариант, единственный, который был утверждён на государственном уровне, был восстановлен в постсоветские годы, и в настоящее время является одновременно гербом Погарского района. Иногда встречается исполнение герба с серебряным крестом. По мнению некоторых исследователей, четырёхконечный латинский крест на гербе объясняется наследием влияния Польши.
В 1865 году был создан проект герба Погара, соответствующий геральдическим правилам 1857 года, разработанным Бернгардом Кёне.
В щите, рассечённом лазурью и серебром, якоревидный крест переменных металла и финифти и сопровождаемый справа серебряным и слева лазоревым ромбами. В вольной части — герб Черниговской губернии. Щит увенчан червлёной башенной короной о трёх зубцах и окружён золотыми колосьями, соединёнными Александровской лентой". Красная корона.
Данных об использовании или утверждении этого проекта нет.
В 1987 году Погарским райисполкомом был утверждён советский вариант герба посёлка Погар:
Герб имеет форму щита, разделённого по горизонтали на 3 части. В верхней части герба название посёлка на зелёном фоне. В средней части герба фрагмент герба г. Брянска, указывающий на принадлежность к Брянской области. По боковому периметру нижней части герба орденская лента медали «Партизану Великой Отечественной войны», символизирующая партизанское движение в районе. В овале колосьев, символизирующих сельское хозяйство района, полушестерня, обозначающая промышленность посёлка. В верхней части овала колосьев фирменный знак сигаро-сигаретной фабрики (листья табака и сигара). В нижней части овала колосьев луковица, символизирующая производство лука в районе. Зелёный цвет герба символизирует лесные запасы района.

## Население
| 1939  | 1959  | 1970  | 1979  | 1989  | 2002    | 2009    |
| ----- | ----- | ----- | ----- | ----- | ------- | ------- |
| 5491  | ↗6351 | ↗7098 | ↗8063 | ↗9959 | ↗11 471 | ↘10 936 |
| 2010  | 2011  | 2012  | 2013  | 2014  | 2015    | 2016    |
| ↘9990 | ↘9977 | ↘9794 | ↘9515 | ↘9210 | ↘8950   | ↘8827   |
| 2017  | 2018  | 2019  | 2020  | 2021  |         |         |
| ↘8668 | ↘8483 | ↘8397 | ↘8351 | ↗9484 |         |         |

Национальный состав
По итогам переписи населения 2020 года проживали следующие национальности (национальности менее 0,1 % и другое, см. в сноске к строке «Другие»):
| Национальность | Численность, чел. | Доля     |
| -------------- | ----------------- | -------- |
| Русские        | 9179              | 96,78 %  |
| Украинцы       | 46                | 0,49 %   |
| Белорусы       | 18                | 0,19 %   |
| Армяне         | 17                | 0,18 %   |
| Узбеки         | 14                | 0,15 %   |
| Другие         | 210               | 2,21 %   |
| Итого          | 9484              | 100,00 % |

## Экономика
Погарская сигаретно-сигарная фабрика — единственное предприятие в России, выпускающее сигары. Курильщиком погарских сигар был советский писатель Илья Эренбург, их пробовали Уинстон Черчилль и Йосип Броз Тито. Помимо этого, фабрика выпускает трубочный табак, а также табак для кальянов и самокруток.
Также в посёлке работают завод картофельного гранулята, хлебозавод, овощесушильный, консервный заводы, мясокомбинат и другие предприятия.

## Культура
C 1986 года в Погаре работает музей погарского района «Радогощ».

## Известные уроженцы и люди
Пётр Фоки́ч Боро́вский (1863—1932) — русский, советский врач-хирург. Один из организаторов здравоохранения в Узбекистане. Герой Труда (1927).
Сол Ю́рок (англ. Sol Hurok, при рождении Соломон Израилевич Гурков; 9 апреля 1888 — 5 марта 1974) — американский музыкальный и театральный продюсер еврейского происхождения.
Лобысевич, Панас Кириллович (укр. Лобисевич Опанас Кирилович; около 1732 — 1805) — украинский писатель и переводчик, один из пионеров украинского национального движения.
Шляхто, Евгений Владимирович (род. 29 июня 1954) — генеральный директор ФГБУ «НМИЦ им. В.А.Алмазова» Минздрава России, президент Российского кардиологического общества. 